# ローファーズハイ!!
『ローファーズハイ!!』は、2016年から2020年まで浅草九劇を拠点とした劇団で、メンバーはレプロエンタテインメントに所属する若手女性タレントを中心に構成されていた。

## 概要
2016年、大手芸能事務所レプロエンタテインメントが演劇プロジェクトとして立ち上げた「ウズマキプロデュース」の1つのコンテンツとして始動する。
立上げ時、「女子高校生」という設定が与えられるのみで台本はなく、出演者達によって作品が作り上げられた。Vol.1、Vol.2では劇中に即興による部分もあり、同部分は観客参加型となっていた。
Vol.3以降は、観客参加型の要素が無くなり、新人女優の成長ストーリーに主眼をおかれた舞台へと変わる。
2018年5月13日、新体制になって始動、メンバーの在籍可能期間は2年間、メンバーの入れ替わりを繰り返しながら公演を行っていくことが発表された。
2019年10月25日、α星の制度を発表。2年間の在籍可能期間を終えても、活動実績が評価され、将来が期待されるメンバーは延長して在籍する制度が発表された（大学に対する大学院を想定したとのこと）。
2020年6月3日、新型コロナウイルス（COVID-19）の影響でこれ以上の活動継続が困難となり、ローファーズハイ!!の全活動の終了が発表された。中島萌望、唯藤絵舞を除き、全メンバーのレプロエンタテインメントとの契約が終了となった。
1度の公演に出演できるのは9名で、日によって出演者が変わることもローファーズハイ!!の特徴のひとつであった。
即興による部分や、出演者の違い、アドリブなど、毎公演ごとに違った印象であった。
「浅草少女歌劇団」の別称も有した。

## 公演期間
- Vol.1
2017年4月7日～2017年4月16日
(全11日間 13公演) (※4月10日は休演日)
- Vol.2
2017年8月4日～2017年8月13日
(全9日間 10公演) (※8月7日は休演日)
- Vol.3
2017年12月14日～2017年12月24日
(全10日間 12公演) (※12月18日は休演日)
- 浅草九劇1周年記念うずフェス2018『ローファーズハイ!!番外編 ～色々盛り込んでみたので優しい気持ちで観て下さい！～』
2018年4月13日～2018年4月14日
(全2日間 3公演)
- Vol.4 [3]
2018年8月10日～2018年8月19日
(全9日間 9公演) (※8月15日は休演日)
- Vol.5 [4]
2018年12月5日～2018年12月9日
(全5日間 8公演)
- 『ローファーズハイ!!お披露目会2019』
2019年5月2日～2019年5月6日
(全5日間 7公演)
- Vol.6 [5]
2019年8月21日～2019年8月25日
(全5日間 7公演) (※8月21日はプレビュー公演)
- Vol.7 [6]
2019年11月28日～2019年12月8日
(全11日間 13公演)
- 『ローファーズハイ!!お披露目会2020＆卒業式』
2020年3月26日～2020年3月27日
(全2日間 2公演)

## ローファーズハイ!!お披露目会2020＆卒業式
- 公演期間

2020年3月26日～2020年3月27日
(全2日間 2公演)
- 2年間の在籍可能期間の2年目を初めて迎えたこの日、2020年度生のお披露目、2018年度生松田真凜の卒業式、α星昇格の発表とパフォーマンスが行われた。[7]

当初、2020年3月26日～2020年3月29日(全4日間 4公演)公演の予定だったが、新型コロナウイルス（COVID-19）の影響で開催初日の午後5:29、3/28(土)～3/29(日)の公演及び、全公演の特典会の中止が発表された。
カエリのカイ!!でお馴染みとなった特別係からの連絡（パフォーマンス）、タップダンスのパフォーマンス、「ローファーズハイ!!のテーマ」、「夢に届く頃」などが披露された。
このイベントで披露された3曲のダンスは中島萌望が全て振付を担当、新しく発売されたグッズのイラストは菊地樹美が担当、2020年3月27日に行われたファッション企画は駒木根心捺が担当するなど、ローファーズハイ!!のメンバー自身が制作に参加して開催された。
- 出演者

菊地樹美「α星・2018年度生」
駒木根心捺「α星・2018年度生」
中島萌望「α星・2018年度生」
山川愛理「α星・2018年度生」
紺谷美友「α星・2018年度生」
松田真凜「2018年度生（卒業生）」
一條麗「2019年度生」
岩本知歩「2019年度生」
梅原瑠菜「2019年度生」
加藤子美月「2019年度生」
唯藤絵舞「2019年度生」
東郷姫奈「2019年度生」
廣岡実夢「2020年度生」
三塚花梨「2020年度生」
井上和奏「2020年度生」
入江華音「2020年度生」
高岡星咲「2020年度生」

## Vol.7(第7回公演)
- 公演期間

2019年11月28日～2019年12月8日
(全11日間 13公演)
原作 - 益山貴司
脚本・作詞・演出 - 菅野こうめい
Vol.6に引き続き、冬公演の演出は菅野こうめいに依頼。配役は再度オーディションが行われ、前作に続く8名と新たな1名が選出された。
ちゃんねーで開花した中島萌望がはなちゃん、いつも沈着冷静なキャプテン駒木根心捺がデコピンを演じるなど、自身と異なる配役が見所であった。
前回、大原櫻子の瞳を歌った場面ではオリジナル曲「Place～仲間～」を歌い、前回に引け劣らない感動を与えた。
- 出演者

＜1年生＞
駒木根心捺(キャプテン) - デコピン
中島萌望 - はなちゃん

＜2年生＞
東郷姫奈 - のどか
岩本知歩 - かりん
唯藤絵舞 - すーちゃん

＜3年生＞
山川愛理 - オジョー
紺谷美友 - ちゃんねー
菊地樹美 - さくらこ
加藤子美月(副キャプテン) - かえで
- LH学園NoooooooooTE!!

恒例となった開場前の時間に、毎公演異なるメンバーが1回1ページ、ローファースタンプを押す特典会。
| 公演日       | 出演者(フルネームは前述の出演者の項目を参照)             | 公演時間 | 特典会担当メンバー |
| ------------ | -------------------------------------------------------- | -------- | ------------------ |
| 11月28日     | 駒木根・加藤子・菊地・中島・山川・紺谷・東郷・唯藤・岩本 | 19:00～  |                    |
| 11月29日     | 駒木根・加藤子・菊地・中島・山川・紺谷・東郷・唯藤・岩本 | 19:00～  | 岩本               |
| 11月30日(昼) | 駒木根・加藤子・菊地・中島・山川・紺谷・東郷・唯藤・岩本 | 13:00～  |                    |
| 11月30日(夜) | 駒木根・加藤子・菊地・中島・山川・紺谷・東郷・唯藤・岩本 | 17:00～  | 唯藤               |
| 12月1日      | 駒木根・加藤子・菊地・中島・山川・紺谷・東郷・唯藤・岩本 | 13:00～  | 東郷               |
| 12月2日      | 駒木根・加藤子・菊地・中島・山川・紺谷・東郷・唯藤・岩本 | 19:00～  | 加藤子             |
| 12月3日      | 駒木根・加藤子・菊地・中島・山川・紺谷・東郷・唯藤・岩本 | 19:00～  | 菊地               |
| 12月4日      | 駒木根・加藤子・菊地・中島・山川・紺谷・東郷・唯藤・岩本 | 19:00～  | 紺谷               |
| 12月5日      | 駒木根・加藤子・菊地・中島・山川・紺谷・東郷・唯藤・岩本 | 19:00～  | 中島               |
| 12月6日      | 駒木根・加藤子・菊地・中島・山川・紺谷・東郷・唯藤・岩本 | 19:00～  | 山川               |
| 12月7日(昼)  | 駒木根・加藤子・菊地・中島・山川・紺谷・東郷・唯藤・岩本 | 13:00～  |                    |
| 12月7日(夜)  | 駒木根・加藤子・菊地・中島・山川・紺谷・東郷・唯藤・岩本 | 17:00～  | 駒木根             |
| 12月8日      | 駒木根・加藤子・菊地・中島・山川・紺谷・東郷・唯藤・岩本 | 13:00～  |                    |

- カエリのカイ!!

Vol.6に引き続き、公演本編終了後に「カエリのカイ!!」が行われ、日替わりのテーマでGLH（頑張ったローファーズハイ!!）が選ばれた。
Vol.7では、YouTubeにて生配信や『振りマネできるまでやりましょう会』、『タップ手拍子レスポンスできるまでやりましょう会』、『メンバーサイン入りポストカードプレゼント抽選会』などの新企画が催された。
また12月3日は、モクベンのドラ2から、碓井玲菜、寺本莉緒、秋谷百音がゲストとして登場し、ローファーズハイ!!メンバーと対決を行った。
| 公演回   | 日直       | 今日の一言 | 特別連絡                                                                                | GLH                                                                       |
| -------- | ---------- | ---------- | --------------------------------------------------------------------------------------- | ------------------------------------------------------------------------- |
| 11月29日 | 駒木根心捺 | 駒木根心捺 | 『カエリのカイ!!生配信ver.』 18年度生vs19年度生お年玉対決など                           | 『頑張って耐えたで賞』 山川愛理                                           |
| 11月30日 | 中島萌望   | 唯藤絵舞   | 山川愛理・菊地樹美「千本桜 feat.初音ミク」と「ラムのラブソング」                        | 『長セリフ噛まずに頑張ったで賞』 菊地樹美                                 |
| 12月1日  | 駒木根心捺 | 山川愛理   | 唯藤絵舞と岩本知歩のラップバトル「マリオVSルイージ」                                    | 『頑張って笑顔ハジケていたで賞』 唯藤絵舞                                 |
| 12月2日  | 中島萌望   | 菊地樹美   | 紺谷美友・菊地樹美「HoneyWorks - アイドル宣言」 東郷姫奈「DREAMS COME TRUE - 何度でも」 | 『ふっとんでも最後までやり切ったで賞』 加藤子美月                         |
| 12月3日  | 駒木根心捺 | 紺谷美友   | 『振りマネできるまでやりましょう会』!! モクベン ドラ2からのゲストと対決                 | 『綺麗に響き渡ったで賞』 中島萌望                                         |
| 12月4日  | 加藤子美月 | 加藤子美月 | 『タップ手拍子レスポンスできるまでやりましょう会』                                      | 『安心感っぷりが増してきたで賞』 紺谷美友                                 |
| 12月5日  | 中島萌望   | 中島萌望   | 『メンバーサイン入りポストカードプレゼント抽選会』                                      | 『歌の力強さが増したで賞』 東郷姫奈                                       |
| 12月6日  | 加藤子美月 | 岩本知歩   | 駒木根心捺と中島萌望のお笑いライブ『ほのネギラジオ』                                    | 『一段と輝いていたで賞』 駒木根心捺                                       |
| 12月7日  | 駒木根心捺 | 東郷姫奈   | 加藤子美月・山川愛理「TWICE - LIKEY (Japanese ver.)」                                   | 『力を合わせて乗り越えたで賞』全員 『度胸が見れて逞しかったで賞』岩本知歩 |

## Vol.6(第6回公演)
- 公演期間

2019年8月21日～2019年8月25日
(全5日間 8公演)
※ 8月21日はプレビュー公演
原作 - 益山貴司
脚本・作詞・演出 - 菅野こうめい
ローファーズハイ!!初のミュージカル公演。所属するTAN-SA･SUNの活動があった松田真凜を除く在籍15名からオーディションで選ばれた9名が舞台に立った。
アドリブ要素は一切封印し、本格的なミュージカルに挑戦。ストーリーは原作ローファーズハイ!!を発展させたVol.5を踏襲し、「ローファーズハイ!!」、「夢に届く頃」、「エモーション」といったオリジナル曲に加え、大原櫻子の瞳や、コーラスラインのナンバーである At the Ballet、夢の国を彷彿させる曲などを挿入し、ミュージカルを披露した。
- 出演者

＜1年生＞
紺谷美友 - デコピン
駒木根心捺(キャプテン) - はなちゃん

＜2年生＞
東郷姫奈 - のどか
唯藤絵舞 - かりん
菊地樹美 - すーちゃん

＜3年生＞
山川愛理 - オジョー
中島萌望 - ちゃんねー
加藤子美月(副キャプテン) - さくらこ
梅原瑠菜 - かえで
- LH学園NoooooooooTE!!

開場前の時間に、毎公演異なるメンバーが1回1ページ、ローファースタンプを押す特典会。
場内アナウンスで行われた前説は、各公演の前に行われた特典会メンバーが担当した。
（8月21日のみプレビュー公演で特典会はなし。前説は東郷・唯藤が担当した）
| 公演日      | 出演者(フルネームは前述の出演者の項目を参照)             | 公演時間 | 特典会担当メンバー |
| ----------- | -------------------------------------------------------- | -------- | ------------------ |
| 8月21日     | 駒木根・加藤子・菊地・中島・山川・紺谷・梅原・東郷・唯藤 | 18:00～  |                    |
| 8月22日     | 駒木根・加藤子・菊地・中島・山川・紺谷・梅原・東郷・唯藤 | 19:00～  | 東郷・唯藤         |
| 8月23日     | 駒木根・加藤子・菊地・中島・山川・紺谷・梅原・東郷・唯藤 | 19:00～  | 紺谷               |
| 8月24日(昼) | 駒木根・加藤子・菊地・中島・山川・紺谷・梅原・東郷・唯藤 | 13:00～  | 加藤子・梅原       |
| 8月24日(夜) | 駒木根・加藤子・菊地・中島・山川・紺谷・梅原・東郷・唯藤 | 17:00～  | 中島・山川         |
| 8月25日(昼) | 駒木根・加藤子・菊地・中島・山川・紺谷・梅原・東郷・唯藤 | 13:00～  | 菊地               |
| 8月25日(夜) | 駒木根・加藤子・菊地・中島・山川・紺谷・梅原・東郷・唯藤 | 17:00～  | 駒木根             |

- カエリのカイ!!

公演本編終了後に学校で行う“帰りの会”を模した「カエリのカイ!!」が行われた。
1.始まりの挨拶
2.今日の一言
3.今日の良かった事、悪かった事
4.係からの連絡
5.特別連絡
6.今日のMVP
7.終わりの挨拶
| 公演回      | 日直       | 今日の一言 | 特別連絡                                                                                            | 今日のMVP  |
| ----------- | ---------- | ---------- | --------------------------------------------------------------------------------------------------- | ---------- |
| 8月23日     | 駒木根心捺 | 梅原瑠菜   | 菊地樹美・唯藤絵舞の歌とダンス（HoneyWorks「日曜日の秘密 」）                                       | 加藤子美月 |
| 8月24日(昼) | 中島萌望   | 駒木根心捺 | 駒木根心捺・山川愛理の歌とダンス（アラジンから「A Whole New World」）                               | 山川愛理   |
| 8月24日(夜) | 中島萌望   | 菊地樹美   | 加藤子美月・梅原瑠菜のダンス（TWICE「TT」） 東郷姫奈の歌（Superfly「Ambitious」）                   | 駒木根心捺 |
| 8月25日(昼) | 駒木根心捺 | 唯藤絵舞   | 中島萌望・紺谷美友の歌とダンス（ベイビーレイズ「暦の上ではディセンバー」、9nine「Evolution No.9」） | 中島萌望   |

- TOKYO IDOL FESTIVALでフェスティバル広場、フジテレビ湾岸スタジオ屋上のステージに本公演に出演する9名が立ち、「夜明けBrand New Days」のタップVer.、「ローファーズハイ!!テーマ曲」、「エモーション」、「夢に届く頃」を披露した（2019年8月3日）

- 渋谷LOFT9 アイドル倶楽部vol.6に、この時のキャプテン駒木根心捺が出演（2019年7月24日）[20]

- 超☆汐留パラダイス -2019summer-のパラダイスラグビーステージに本公演に出演する9名が出演（2019年8月10日）[21]

## ローファーズハイ!!お披露目会2019
- 公演期間

2019年5月2日～2019年5月6日
(全5日間 7公演)
- ローファーズハイ!!メンバーによるパフォーマンスと新たにローファーズハイ!!に加入した「2019年度生」のお披露目会が開催された。[22]

新たにローファーズハイ!!に加入した2019年度生7人のお披露目を兼ね、4本のショート演劇「新人入ります。タップダンスやります。」「体育はやりたくない。」「恋愛は難しい。」「勉強も大切だけど友達も大切。」と新曲「夢に届く頃」のパフォーマンスが披露された。
ローファーズハイ!!メンバーのみで進行するアフタートーク「カエリのカイ」、またメンバー全員とのチェキ撮影会が行われた。
千穐楽は、2018年10月より出演を控えていた鎌田彩樺がゲスト出演し、ローファーズハイ!!からの卒業が発表された。
- 出演者[22]

石川るのん
石川るよう
卯野梨音
川島梨楠
菊地樹美
駒木根心捺
白井杏奈
中島萌望
山川愛理
紺谷美友
松田真凜
一條麗「2019年度生」
岩本知歩「2019年度生」
梅原瑠菜「2019年度生」
加藤子美月「2019年度生」
佐々門莉乃「2019年度生」
東郷姫奈「2019年度生」
唯藤絵舞「2019年度生」
| 公演回     | 係からの連絡                                   |
| ---------- | ---------------------------------------------- |
| 5月3日     | 川島梨楠&菊地樹美のパフォーマンス              |
| 5月4日(昼) | 松田真凜&石川るのん・るようのKPOPメドレー      |
| 5月4日(夜) | 駒木根心捺&白井杏奈による昭和アイドルショー    |
| 5月5日(昼) | 山川愛理&紺谷美友が恋ダンス                    |
| 5月5日(夜) | 卯野梨音とゲスト佐野舞香を迎えてギター弾き語り |

- ゲスト

佐野舞香(5月5日(夜))
鎌田彩樺(5月6日)

## Vol.5(第5回公演)
- 公演期間

2018年12月5日～2018年12月9日
(全5日間 8公演)
脚本･演出 - 益山貴司
今作ではVol.1、vol.2(ともに2017年)のリメイク版を上演。
本編上演後に行われた｢第2部｣は、来夏(2019年夏)公演の予告編となっていた。
| 公演日      | 出演者(フルネームは後述の出演者の項目を参照)           | 公演時間 |
| ----------- | ------------------------------------------------------ | -------- |
| 12月5日     | 駒木根・川島・卯野・菊地・中島・山川・松田・渡辺・白井 | 19:00～  |
| 12月6日(昼) | 駒木根・川島・卯野・菊地・中島・山川・松田・渡辺・白井 | 14:00～  |
| 12月6日(夜) | 駒木根・川島・卯野・菊地・中島・山川・松田・渡辺・白井 | 19:00～  |
| 12月7日     | 駒木根・川島・卯野・菊地・中島・山川・松田・渡辺・紺谷 | 19:00～  |
| 12月8日(昼) | 駒木根・川島・卯野・菊地・中島・山川・松田・渡辺・紺谷 | 13:00～  |
| 12月8日(夜) | 駒木根・川島・卯野・菊地・中島・山川・松田・渡辺・紺谷 | 17:00～  |
| 12月9日(昼) | 駒木根・川島・卯野・菊地・中島・山川・松田・渡辺・白井 | 13:00～  |
| 12月9日(夜) | 駒木根・川島・卯野・菊地・中島・山川・松田・渡辺・白井 | 17:00～  |

- 出演者

駒木根心捺(キャプテン) - はなちゃん(高嶋はな)(高1)
川島梨楠(副キャプテン) - のどか(高2)
卯野梨音 - オジョー(高3)
菊地樹美 - デコピン(八乙女ユウコ)(高1)
中島萌望 - ちゃんねー(高3)
山川愛理 - さくらこ(高3)
松田真凜 - かりん(高2) ※ドラフト候補生
渡辺あみ - すーちゃん(高2) ※ドラフト候補生
白井杏奈(Aチーム･紺谷美友とダブルキャスト) - かえで(高3)
紺谷美友(Bチーム･白井杏奈とダブルキャスト) - かえで(高3) ※ドラフト候補生
＊影ナレ(キャンパスルームより)
高井明日香 - 開演15分前アナウンス
田村りな - 開演時アナウンス･公演中アナウンス
- LH学園NoooooooooTE!!

開場前の時間に、毎日異なるメンバーが1日1ページ、ローファースタンプを押す特典会。
| 公演回      | 担当メンバー      |
| ----------- | ----------------- |
| 12月5日     | 中島萌望          |
| 12月6日(昼) | 菊地樹美          |
| 12月6日(夜) | 松田真凜･渡辺あみ |
| 12月7日     | 卯野梨音          |
| 12月8日(昼) | 川島梨楠          |
| 12月8日(夜) | 紺谷美友･山川愛理 |
| 12月9日(昼) | 白井杏奈          |
| 12月9日(夜) | 駒木根心捺        |

- アフター企画

終演後にはゲストを迎えた放課後トークや、メンバーとロビーにてお話できる放課後雑談が開催される。
| 公演回      | アフター企画         | ゲスト                               |
| ----------- | -------------------- | ------------------------------------ |
| 12月5日     | 出演者によるお見送り | (なし)                               |
| 12月6日(昼) | 放課後トーク         | 大森つばさ･百音･北村優衣 (司会･卯野) |
| 12月6日(夜) | 放課後トーク         | 村田寛奈 (司会･九劇おっさん)         |
| 12月7日     | 放課後トーク         | 佐々木七海･鎌田彩樺 (司会･中島)      |
| 12月8日(昼) | 放課後雑談           | (なし)                               |
| 12月8日(夜) | 放課後トーク         | (なし) (司会･駒木根)                 |
| 12月9日(昼) | 放課後雑談           | (なし)                               |
| 12月9日(夜) | 出演者によるお見送り | (なし)                               |

## Vol.4(第4回公演)
- 公演期間

2018年8月10日～2018年8月19日
(全9日間 9公演) (※8月15日は休演日)
- ストーリー

脚本・演出 - 浅沼晋太郎
2028年。かねてより問題視されていた少子化はさらに拍車がかかり、｢恋をしない｣日本に、未曾有の危機が迫っていた。日本政府は重い腰をあげ、ついに｢恋愛推進計画｣を提唱。若者をこの計画に牽引するスペシャリストの集団を結成することにした。 その名も｢ローファーズハイ!!｣
｢ローファーズハイ!!｣に所属する精鋭を育成するローファーズ学園では、今まさに、卒業試験が行われようとしていた。
特殊能力｢LOVER SOUL｣を駆使し、卒業試験の最終関門を突破を目指す。ローファーを履いた彼女たちの、最高に暑い夏と、最強に熱い戦いのストーリー。
| 公演日  | 出演者(フルネームは後述の出演者の項目を参照)               | 前説           | 公演時間 |
| ------- | ---------------------------------------------------------- | -------------- | -------- |
| 8月10日 | るのん・るよう・鎌田・川島・駒木根・安井・山川・白井・菊地 | 卯野・中島     | 19:00～  |
| 8月11日 | るのん・るよう・鎌田・川島・駒木根・安井・山川・白井・菊地 | るのん・るよう | 13:00～  |
| 8月12日 | るのん・るよう・鎌田・川島・駒木根・安井・山川・白井・菊地 | 山川           | 13:00～  |
| 8月13日 | るのん・るよう・鎌田・川島・駒木根・安井・山川・卯野・中島 | 白井・菊地     | 19:00～  |
| 8月14日 | るのん・るよう・鎌田・川島・駒木根・安井・山川・卯野・中島 | 川島           | 19:00～  |
| 8月15日 | (休演日)                                                   | (休)           | (休演日) |
| 8月16日 | るのん・るよう・鎌田・川島・駒木根・安井・山川・白井・菊地 | 安井           | 19:00～  |
| 8月17日 | るのん・るよう・鎌田・川島・駒木根・安井・山川・白井・菊地 | るのん・るよう | 19:00～  |
| 8月18日 | るのん・るよう・鎌田・川島・駒木根・安井・山川・卯野・中島 | 鎌田           | 13:00～  |
| 8月19日 | るのん・るよう・鎌田・川島・駒木根・安井・山川・白井・菊地 | 駒木根         | 13:00～  |

- 出演者

鎌田彩樺
駒木根心捺
安井南
川島梨楠
白井杏奈
石川るのん
石川るよう
卯野梨音
菊地樹美
中島萌望
山川愛理
- LOVER SOULとは

ローファーズハイ!!のメンバーは劇中、シリコンバンドを右腕につけて、アイドル曲が名付けられた特殊能力を発動する。
メンバーは全員候補生と教官の二役を演じ、それぞれ異なる｢LOVER SOUL｣を発動した。
| 出演者     | 色     | 候補生の時                                                 | 教官の時                                    |
| ---------- | ------ | ---------------------------------------------------------- | ------------------------------------------- |
| 鎌田彩樺   | 白     | 「木綿のハンカチーフ」「君の名は希望」「ひとりじゃないの」 | 「飾りじゃないのよ涙は」                    |
| 駒木根心捺 | 紫     | 「MajiでKoiする5秒前」                                     | 「セーラー服を脱がさないで」                |
| 安井南     | 赤     | 「暑中お見舞い申し上げます」                               | 「Body And Soul」「私がオバさんになっても」 |
| 川島梨楠   | 紺     | 「UFO」                                                    | 「サイレントマジョリティー」                |
| 白井杏奈   | 黄     | 「恋するフォーチュンクッキー」                             | 「センチメンタルジャーニー」                |
| 石川るのん | ピンク | 「行くぜっ！怪盗少女」                                     | 「待つわ」                                  |
| 石川るよう | 橙     | 「ヤマトナデシコ七変化」                                   | 「Yeah! めっちゃホリディ」                  |
| 卯野梨音   | 黄     | 「恋するフォーチュンクッキー」                             | 「センチメンタルジャーニー」                |
| 菊地樹美   | 青     | 「SWEET MEMORIES」                                         |                                             |
| 中島萌望   | 青     | 「SWEET MEMORIES」                                         |                                             |
| 山川愛理   | 緑     | 「恋愛レボリューション21」                                 | 「淋しい熱帯魚」                            |

- アフタートーク・アフターイベントについて

8月11日(土)　放課後イベント ～タップで踊ってみた！浅草九劇スペシャルバージョン！～
8月12日(日)　放課後イベント ～舞台を飛び出してハイ！一緒にお話しませんか？～
8月13日(月)　ゲスト：アンジェリカ(浅草九スタ ｢放課後ウォンテッド！｣より)
8月14日(火)　ゲスト：林愛夏(浅草九スタ ｢林愛夏のうにょうにょルーム｣より)
8月16日(木)　ゲスト：碓井玲菜・大矢梨華子、高田秋(浅草九スタ ｢浅草女子飲み46｣より)
8月17日(金)　ゲスト：NMB48 石塚朱莉(特別ゲスト)
8月18日(土)　放課後イベント ～タップで踊ってみた！浅草九劇スペシャルバージョン！～

## 浅草九劇1周年記念うずフェス2018
- 浅草九劇1周年記念「うずフェス2018」の一環として行われるイベントで、浅草九劇1周年記念うずフェス2018「ローファーズハイ!!番外編 ～色々盛り込んでみたので優しい気持ちで観て下さい！～」と題している。[25]

本公演では見ることのできない新たな一面を垣間見ることができた。
公演内で行った授業で成績の悪かったメンバーには後日、浅草九スタの配信内で罰ゲームが行われる。
| 公演日          | 出演者(フルネームは後述の出演者の項目を参照)                                   | 先生       | 公演時間 |
| --------------- | ------------------------------------------------------------------------------ | ---------- | -------- |
| 4月13日         | 大森・加藤子・鎌田・川島・寒竹・駒木根・百音・山﨑・安井・アンジェ・吉原・村田 | 山﨑・百音 | 19:00～  |
| 4月14日(昼公演) | 大森・加藤子・鎌田・川島・寒竹・駒木根・百音・山﨑・安井・北村・寺本           | 大森・寒竹 | 13:00～  |
| 4月14日(夜公演) | 大森・加藤子・鎌田・川島・寒竹・駒木根・百音・山﨑・安井・奥田・林             | 渦巻夫     | 17:00～  |

- 出演者[25]

大森つばさ
加藤子美月
鎌田彩樺
川島梨楠
寒竹優衣
駒木根心捺
（清水夏帆）※都合により出演見送り
百音
山﨑果倫
安井南
渦巻夫
- 日替わりゲスト[25]

アンジェリカ（13日）
吉原来華（13日）
北村優衣（14日昼）
寺本莉緒（14日昼）
奥田こころ（14日夜）
- スペシャルゲスト[25]

村田寛奈（13日）
林愛夏（14日夜）

## Vol.3(第3回公演)
- 公演期間

2017年12月14日～2017年12月24日
(全10日間 12公演) (※12月18日は休演日)
- 「帰り道」をテーマに、演劇とダンスの2部構成、3本の短編演劇を上演。

　「学校の帰り道」というなにげない日常のなかからふと湧き出る、少女たちの悩みや幸せが丹念に描かれる。
第1話｢雨の日の帰り道｣ 作:益山貴司　出演者:百音(ネネ)・鎌田彩樺(モモヨ)・寒竹優衣/山﨑果倫(クルミ)(共役)
雨のバス停にやってきたのはネネ(百音)とモモヨ(鎌田)。
バスに乗り遅れた二人はいつしか怪談話に興じる。
雨の日に男物の傘を持って現れる｢黒傘の少女｣の噂をしていると、二人の背後に、その｢黒傘の少女｣が現れたのであった。
第2話｢ケンカの帰り道｣ 作:益山貴司　出演者:大森つばさ(マユミ)・吉原来華(ハルキ)・奥田こころ/清水夏帆(サクラコ)(共役)・村田寛奈/林真夏(サエ)(共役)・佐々木七海、駒木根心捺/安井南(共役)、川島梨楠/加藤子美月(共役)(｢パーラー佐藤｣店員)
同級生とケンカして学校を抜けだしてしまう｢ローファータップダンス｣部員のマユミ(大森)、ハルキ(吉原)、サクラコ(奥田/清水)。
自転車でパフェが有名なカフェ｢パーラー佐藤｣に向かう三人だったが、その途中、不幸にも今どき珍しいくらいのヤンキーの同級生・サエ(村田/林)に捕まってしまう。
逃げるに逃げられずすべての責任を負った三人に対し、ヤンキー同級生サエが言い渡した条件とは・・・。
第3話｢夕焼けの帰り道｣ 作:山西竜也　出演者:佐々木七海(ミナト)・駒木根心捺/安井南(マコ)(共役)・その他出演者全員(通行人役など)
成績優秀なミナト(佐々木)は最近、成績が堕ち受験に向けて不安を抱えている。
そんな中、タップダンス部の後輩で、ダンスが上手くいかずに悩んでいるマコ(駒木根/安井)に、部活終わりに一緒に帰ろうと提案する。
二人はクレープを食べに寄り道をし、ビルの屋上から町を眺めるのだった。
| 公演日          | 出演者(フルネームは後述の出演者の項目を参照)                   | 前説   | 公演時間 |
| --------------- | -------------------------------------------------------------- | ------ | -------- |
| 12月14日        | 村田・佐々木・大森・百音・鎌田・吉原・奥田・寒竹・駒木根・川島 | 山崎   | 19:00～  |
| 12月15日        | 村田・佐々木・大森・百音・鎌田・吉原・奥田・寒竹・駒木根・川島 | 清水   | 19:00～  |
| 12月16日        | 林・佐々木・大森・百音・鎌田・吉原・山﨑・清水・安井・加藤子   | 奥田   | 17:00～  |
| 12月17日(第1回) | 林・佐々木・大森・百音・鎌田・吉原・山﨑・清水・安井・加藤子   | 寒竹   | 13:00～  |
| 12月17日(第2回) | 林・佐々木・大森・百音・鎌田・吉原・山﨑・清水・安井・加藤子   | 奥田   | 17:00～  |
| 12月18日        | (休演日)                                                       | (休)   | (休演日) |
| 12月19日        | 村田・佐々木・大森・百音・鎌田・吉原・奥田・寒竹・駒木根・川島 | 安井   | 19:00～  |
| 12月20日        | 村田・佐々木・大森・百音・鎌田・吉原・奥田・寒竹・駒木根・川島 | (不明) | 19:00～  |
| 12月21日        | 村田・佐々木・大森・百音・鎌田・吉原・奥田・寒竹・駒木根・川島 | 山崎   | 19:00～  |
| 12月22日        | 林・佐々木・大森・百音・鎌田・吉原・山﨑・清水・安井・加藤子   | 駒木根 | 19:00～  |
| 12月23日(第1回) | 林・佐々木・大森・百音・鎌田・吉原・山﨑・清水・安井・加藤子   | 駒木根 | 13:00～  |
| 12月23日(第2回) | 林・佐々木・大森・百音・鎌田・吉原・山﨑・清水・安井・加藤子   | 寒竹   | 17:00～  |
| 12月24日        | 林・佐々木・大森・百音・鎌田・吉原・山﨑・清水・安井・加藤子   | 奥田   | 13:00～  |

- 出演者[27]

村田寛奈(9nine) - 勝又サエ(サエ/サエちゃん)役(※林愛夏と共役)
林愛夏(ベイビーレイズJAPAN) - 勝又サエ(サエ/サエちゃん)役(※村田寛奈と共役)
佐々木七海 - 西園寺ミナト(オジョー)役・パーラー佐藤の店長役
大森つばさ - 大盛マユミ(マユミ/モリマユ)役・オジョーの担任役
百音 - 山城ネネ(ネネ/チャンネー)役・サエと対立する紅非行女子会のスケバン役
鎌田彩樺 - 宇佐美モモヨ(モモヨ/モモタン)役・サエと対立する紅非行女子会のスケバン役・パフェ屋の店員
吉原来華 - 服部ハルキ(ハルキ/ハルさん)役
奥田こころ - 橘サクラコ(サクラコ)役(※清水夏帆と共役)
清水夏帆 - 橘サクラコ(サクラコ)役(※奥田こころと共役)
寒竹優衣 - 望月クルミ(クルミ/モッチー)役(※山﨑果倫と共役)・サエと対立する紅非行女子会のスケバンのリーダー役
山﨑果倫 - 望月クルミ(クルミ/モッチー)役(※寒竹優衣と共役)・サエと対立する紅非行女子会のスケバンのリーダー役
駒木根心捺 - 戸田マコ(マコ/マコロン)役(※安井南と共役)・パーラー佐藤の店員役
安井南 - 戸田マコ(マコ/マコロン)役(※駒木根心捺と共役)・パーラー佐藤の店員役
川島梨楠 - (役名不明)※加藤子美月と共役・パーラー佐藤の店員役
加藤子美月 - (役名不明)※川島梨楠と共役・パーラー佐藤の店員役
- キャストオーディションについて[29]

Vol.2公演においてキャストオーディションを行うことを発表。
11月21日付でお披露目された。
オーディションを勝ち抜き、ローファーズハイ!!の新メンバーとなったのは以下の2名。
安井南
駒木根心捺
また、候補生となったのは以下の2人。
川島梨楠
加藤子美月
尚、候補生を含む新メンバー4人はVol.3公演に出演。
安井を除く3人は本公演を契機に事務所との正式な契約を交わすこととなった。
※安井は同年2月にレプフォトを契機に契約済
- プレミアムステージwith KAWAII制服について[33][34]

Vol.3公演を目前にした2017年11月23日に二子玉川ライズにて行われた｢プレミアムステージwith KAWAII制服｣にローファーズハイ!!として出演。ローファーズハイ!!として初めての対外イベント参加となった。

## Vol.2(第2回公演)
- 公演期間

2017年8月4日～2017年8月13日
(全9日間 10公演) (※8月7日は休演日)
| 公演日                            | 出演者(フルネームは後述の出演者の項目を参照)           | 公演時間 |
| --------------------------------- | ------------------------------------------------------ | -------- |
| 8月4日                            | 北村・佐々木・寺本・鎌田・大森・百音・奥田・吉原・寒竹 | 19:00～  |
| 8月5日                            | 北村・佐々木・寺本・鎌田・大森・百音・奥田・吉原・寒竹 | 13:00～  |
| 8月5日(エマリー招待公演)※補足表下 | 北村・佐々木・寺本・鎌田・大森・百音・奥田・吉原・寒竹 | 17:00～  |
| 8月6日                            | 北村・佐々木・寺本・鎌田・大森・百音・奥田・吉原・寒竹 | 13:00～  |
| 8月7日                            | (休演日)                                               | (休演日) |
| 8月8日                            | 北村・佐々木・寺本・鎌田・大森・百音・山﨑・吉原・清水 | 13:00～  |
| 8月9日                            | 北村・佐々木・寺本・鎌田・大森・百音・山﨑・吉原・清水 | 13:00～  |
| 8月10日                           | 北村・佐々木・寺本・鎌田・大森・百音・奥田・吉原・寒竹 | 19:00～  |
| 8月11日                           | 北村・佐々木・寺本・鎌田・大森・百音・奥田・吉原・寒竹 | 19:00～  |
| 8月12日                           | 北村・佐々木・寺本・鎌田・大森・百音・山﨑・吉原・清水 | 13:00～  |
| 8月13日                           | 北村・佐々木・寺本・鎌田・大森・百音・奥田・吉原・寒竹 | 13:00～  |

※補足：エマリーによる50組100名の招待公演が行われた。
- 出演者
北村優衣 - 菅原ユウコ(デコピン)役[36]
佐々木七海 - 西園寺ミナト(オジョー)役
寺本莉緒 - 鈴木ハナコ(ハナちゃん)役
鎌田彩樺 - 宇佐美モモヨ(モモタン)役
大森つばさ - 大盛マユミ(モリマユ)役
百音 - 山城ネネ(チャンネー)役
奥田こころ - 橘サクラコ(サクラコ)役(※山﨑果倫と共役)
吉原来華 - 服部ハルキ(ハルさん)役
寒竹優衣 - 望月クルミ(モッチー)役(※清水夏帆と共役)
山﨑果倫 - 橘サクラコ(サクラコ)役(※奥田こころと共役)
清水夏帆 - 望月クルミ(モッチー)役(寒竹優衣と共役)

## Vol.1(第1回公演)
- 公演期間[37]

2017年4月7日～2017年4月16日
(全11日間 13公演) (※4月10日は休演日)
| 公演日            | 出演者(フルネームは後述の出演者の項目を参照)               | 公演時間 |
| ----------------- | ---------------------------------------------------------- | -------- |
| 4月7日            | 北村・佐々木・大森・福地・寺本・百音・南・鎌田・村田       | 19:00～  |
| 4月8日            | 北村・佐々木・大森・福地・寺本・百音・南・鎌田・村田       | 13:00～  |
| 4月9日            | 北村・佐々木・大森・福地・寺本・百音・南・鎌田・村田       | 18:00～  |
| 4月9日(追加公演)  | 北村・佐々木・大森・福地・寺本・百音・南・鎌田・村田       | 18:00～  |
| 4月10日           | (休演日)                                                   | (休演日) |
| 4月11日           | 北村・佐々木・大森・福地・寺本・百音・吉原・奥田・林       | 19:00～  |
| 4月12日           | 北村・佐々木・大森・福地・寺本・百音・アンジェ・山﨑・傳谷 | 19:00～  |
| 4月13日(追加公演) | 北村・佐々木・大森・福地・寺本・百音・吉原・奥田・林       | 14:00～  |
| 4月13日           | 北村・佐々木・大森・福地・寺本・百音・吉原・奥田・林       | 19:00～  |
| 4月14日           | 北村・佐々木・大森・福地・寺本・百音・アンジェ・山﨑・傳谷 | 19:00～  |
| 4月15日           | 北村・佐々木・大森・福地・寺本・百音・アンジェ・山﨑・傳谷 | 13:00～  |
| 4月15日           | 北村・佐々木・大森・福地・寺本・百音・アンジェ・山﨑・傳谷 | 18:00～  |
| 4月16日           | 北村・佐々木・大森・福地・寺本・百音・吉原・奥田・林       | 13:00～  |

- 出演者

アンジェリカ
大森つばさ
奥田こころ
鎌田彩樺
北村優衣
佐々木七海
寺本莉緒
傳谷英里香(ベイビーレイズJAPAN)
林愛夏(ベイビーレイズJAPAN)
福地桃子
南沙良
村田寛奈(9nine)
百音
山﨑果倫
吉原来華
- 後日行われた｢ハイ!!振り返り｣について

2017年5月6日に、ローファーズハイ!! Vol.1の振り返りを目的とした｢ハイ!!振り返り｣が、｢ゴールデンウイーク浅草九劇祭｣の一環として行われた。
<出演者>
大森つばさ
鎌田彩樺
佐々木七海
寺本莉緒
百音
山﨑果倫
吉原来華

## 浅草九スタについて
インターネット配信サービス「FRESH!」の番組として放送される･浅草九スタにローファーズハイ!!メンバーが出演する。
〈概要〉
放送日 - 毎週金曜日18:00～20:00
出演者 - ローファーズハイ!!
| 放送回 | 放送日   | 出演者                                                                 | 備考                 |
| ------ | -------- | ---------------------------------------------------------------------- | -------------------- |
| #0     | 4月13日  | 当日公演出演者                                                         | 放送時間16:00～17:00 |
| #1     | 4月20日  | 大森・鎌田・駒木根・川島                                               |                      |
| #2     | 4月27日  | 鎌田・安井・駒木根・川島・白井                                         |                      |
| #3     | 5月11日  | 百音・寺本・寒竹・加藤子・安井・るのん・るよう・卯野・菊地・中島・山川 |                      |
| #4     | 5月19日  | 鎌田・川島・駒木根・大森                                               |                      |
| #5     | 5月25日  | 鎌田・駒木根・安井・川島・白井                                         |                      |
| #6     | 6月1日   | 安井・白井・卯野・山川                                                 |                      |
| #7     | 6月8日   | 鎌田・川島・駒木根                                                     |                      |
| #8     | 6月15日  | 鎌田・安井・るのん・るよう                                             |                      |
| #9     | 6月22日  | 川島・駒木根・白井                                                     |                      |
| #10    | 6月29日  | 鎌田・安井・菊池・中島                                                 |                      |
| #11    | 7月6日   | るのん・るよう・卯野・菊池・中島・山川                                 |                      |
| #12    | 7月27日  | 鎌田・川島・駒木根・白井・安井                                         |                      |
| #13    | 8月3日   | 駒木根・卯野・中島                                                     |                      |
| #14    | 8月10日  | Vol.4公演出演者                                                        |                      |
| #15    | 8月17日  | Vol.4公演出演者                                                        |                      |
| #16    | 8月24日  | Vol.4公演出演者                                                        |                      |
| #17    | 8月31日  | るのん・るよう・白井・安井                                             | 安井 卒業発表        |
| #18    | 9月7日   | 鎌田・駒木根・中島                                                     |                      |
| #19    | 9月14日  | 川島・白井・菊池                                                       |                      |
| #20    | 9月21日  | るのん・るよう・卯野・山川                                             |                      |
| #21    | 9月28日  | 卯野・菊池・駒木根・白井                                               |                      |
| #22    | 10月5日  | 川島・菊池・山川                                                       |                      |
| #23    | 10月12日 | 卯野・白井・るのん                                                     |                      |
| #24    | 10月19日 | るよう・駒木根・中島                                                   |                      |
| #25    | 10月26日 | 卯野・菊池・駒木根・白井・松田・渡辺・紺谷                             |                      |
| #26    | 11月2日  | 卯野・菊池・川島・中島・大森(ゲスト)・山﨑(ゲスト)                     |                      |
| #27    | 11月9日  | るのん・るよう・駒木根・白井・山川                                     |                      |
| #28    | 11月23日 | ローファーズハイ!!・大森(ゲスト)・北村(ゲスト)                         |                      |
| #29    | 12月7日  | 当日公演出演者                                                         | 公演直前配信         |

## 浅草うず九について
テレビ東京にて放送している番組･浅草うず九にローファーズハイ!!メンバーが出演していた。
〈出演者〉
奥田こころ
寺本莉緒
鎌田彩樺
清水夏帆
安井南
駒木根心捺
川島梨楠
加藤子美月
他、ローファーズハイ!!のメンバーでないレプロ所属タレント（詳しくは浅草うず九#放送リストを参照。）
また、番組内の幕間におけるキューカットにも起用されていた。
下の表はローファーズハイ!!メンバーの浅草ベビ9への出演をまとめたもの。尚、出演者名は表中では省略しているため、上記の出演者の項目を参照。
番組内容についても浅草うず九#放送リストを参照。
| 放送回 | 出演者                                       | キューカット出演                       |
| ------ | -------------------------------------------- | -------------------------------------- |
| #1     | 奥田・鎌田・清水・安井・駒木根・川島・加藤子 | 鎌田・久間田・白井・清水・碓井・加藤子 |
| #2     | 奥田・寺本・清水・安井・駒木根・川島・加藤子 | 藤本・青島・駒木根・齋藤               |
| #3     | 奥田・寺本・清水・安井・駒木根・川島・加藤子 | 奥田・アンジェ・安井・川平             |
| #4     | 奥田・寺本・安井・駒木根・川島・加藤子       | 寺本・川島・村田                       |
| #5     | 奥田・寺本・安井・駒木根・川島・加藤子       | 白井・久間田・碓井・加藤子             |
| #6     | 奥田・寺本・鎌田・清水・安井・川島・加藤子   | 青島・清水・駒木根                     |
| #7     | 奥田・寺本・鎌田・清水・安井・川島・加藤子   | 川島・寺本・藤本                       |
| #8     | 奥田・寺本・鎌田・安井・駒木根・川島・加藤子 | 鎌田・齋藤・川平                       |
| #9     | 奥田・寺本・鎌田・安井・駒木根・川島・加藤子 | 村田・アンジェ・奥田・安井             |
| #10    | 奥田・安井・駒木根                           | 寺本・川平・加藤子                     |
| #11    | 奥田・寺本・鎌田・安井・駒木根・川島・加藤子 | 白井・川島・碓井・青島                 |
| #12    | 奥田・寺本・鎌田・安井・駒木根・川島・加藤子 | 久間田・齋藤・奥田                     |

## 浅草ベビ9について
テレビ東京にて放送していた番組･浅草ベビ9にローファーズハイ!!メンバーがアシスタントとして出演していた。
また、番組内の幕間におけるキューカットにも起用されていた。
下の表はローファーズハイ!!メンバーの浅草ベビ9への出演をまとめたもの。(番組内容については浅草ベビ9#放送リストを参照。)
| 放送回   | アシスタント出演                                                                  | キューカット出演 (複数回表記の場合は ／ で区切るものとする)             |
| -------- | --------------------------------------------------------------------------------- | ----------------------------------------------------------------------- |
| #1       | なし                                                                              | 北村優衣・鎌田彩樺・山﨑果倫                                            |
| #2       | 北村優衣・百音・鎌田彩樺・山﨑果倫(バトル発表劇)                                  | なし(9nine)                                                             |
| #3       | 佐々木七海・寺本莉緒・奥田こころ(バトル発表劇)                                    | なし(ベイビーレイズJAPAN)                                               |
| #4       | なし                                                                              | 寺本莉緒・奥田こころ・佐々木七海・吉原来華                              |
| #5・#6   | 福地桃子・大森つばさ(バトル発表劇)                                                | なし(ベイビーレイズJAPAN) ／ 佐々木七海・寺本莉緒・奥田こころ・吉原来華 |
| #7       | 佐々木七海・アンジェリカ(アシスタント)                                            | なし(9nine)                                                             |
| #8・#9   | 奥田こころ・鎌田彩樺・吉原来華(アシスタント)                                      | なし(ベイビーレイズJAPAN) ／ 佐々木七海・アンジェリカ・奥田こころ       |
| #10・#11 | 佐々木七海(アシスタント)・福地桃子(9nineチーム助っ人)                             | 福地桃子・寺本莉緒・鎌田彩樺・吉原来華・奥田こころ                      |
| #12      | 寺本莉緒・奥田こころ(アシスタント)                                                | なし(ベイビーレイズJAPAN)                                               |
| #13      | なし                                                                              | なし(9nine)                                                             |
| #14・#15 | 大森つばさ・鎌田彩樺・百音(アシスタント 兼 9nineチーム助っ人)                     | なし(ベイビーレイズJAPAN) ／ 奥田こころ・寺本莉緒・佐々木七海・百音     |
| #16・#17 | 寺本莉緒(アシスタント)・Vol.2出演者全員(ローファーズハイ!!ニュース)(#16)          | 奥田こころ・佐々木七海・鎌田彩樺・百音・寺本莉緒 ／ なし(9nine)         |
| #18      | 奥田こころ・佐々木七海(アシスタント)                                              | 鎌田彩樺・佐々木七海・奥田こころ・百音・寺本莉緒                        |
| #19      | 山﨑果倫(アシスタント)                                                            | なし(ベイビーレイズJAPAN)                                               |
| #20・#21 | 奥田こころ・寺本莉緒・百音・鎌田彩樺(アシスタント)                                | 奥田こころ・寺本莉緒・百音・佐々木七海・鎌田彩樺 ／ なし(9nine)         |
| #22      | なし                                                                              | なし(ベイビーレイズJAPAN)                                               |
| #23・#24 | 北村優衣(アシスタント)・百音(アシスタント代理)・Vol.2出演者全員(サブアシスタント) | なし(9nine) ／ なし(ベイビーレイズJAPAN)                                |

## イベント
- 駒木根心捺、菊地樹美、中島萌望がゲーム実況番組りおさんのゲーム倉庫『ゲストが来るよSP』にゲスト出演[39]

## 公式Instagram
ローファーズハイ!!の公式Instagram(2017年10月20日始動)では、メンバーによる投稿が行われている。
また、奥田こころを｢ローファーズハイ!!インスタ部長｣、佐々木七海を｢ローファーズハイ!!インスタ副部長｣としている。